# Wilhelm Heiner

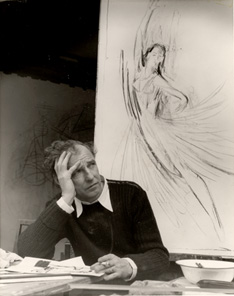
Wilhelm Heiner im Bielefelder Atelier 1958

Wilhelm Heiner (Willy) (* 1. September 1902 in Enger, Westfalen; † 26. April 1965 in Bielefeld) war ein deutscher Bildhauer, Maler und Grafiker.

## Leben
Wilhelm Heiner wurde 1902 in Enger als erster Sohn des Zigarrenfabrikanten und späteren Verlegers Anton Heiner geboren. Er wuchs in einer Musik- und Theater begeisterten Familie auf, die 1907 nach Bielefeld zog. 1919 beendete Wilhelm Heiner auf eigenen Wunsch vorzeitig seine Schulzeit am Ratsgymnasium und begann eine Stein- und Holzbildhauerlehre. In Abendkursen besuchte er die Handwerker- und Kunstgewerbeschule Bielefeld. Seine Lehrer waren der Bildhauer Franz Guntermann und der Glasmaler Karl Muggly. Der Ausbildung folgte eine Gesellenzeit in Münster/West. Hier entstanden seine ersten expressiven Krippen-Figuren.
1922 begann er sein Studium an der Essener Kunstgewerbeschule, der späteren Folkwang Hochschule, bei Joseph Enseling (Bildhauerei) und Josef Urbach (Malerei). Ab dem Wintersemester 1923/24 studierte er an der Akademie der Bildenden Künste München bei dem Bildhauer Bernhard Bleeker. Parallel besuchte er Anatomievorlesungen an der Münchner Universität. In München begegnete er Mary Wigmans expressivem Tanztheater, das ihn über die Bildhauerei hinaus zur verstärkten Auseinandersetzung mit Ballett, Theater und Musik führte. 1925 wechselte Heiner nach Berlin an die Preußische Akademie der Künste. Von 1925 bis 1929 war er Meisterschüler von Hugo Lederer. In seinem engen Umfeld arbeiteten der Bildhauer Hans Mettel, der spätere Direktor der Städelschule in Frankfurt/M., der Bildhauer Hermann Blumenthal und der Maler Felix Nussbaum. 1929 bezog er ein Atelier im Berliner Atelierhaus am Kaiserplatz 17.
Bereits 1926 nahm er an Ausstellungen teil und bekam öffentliche Aufträge. In Zusammenarbeit mit dem Düsseldorfer Maler Hubert Schöllgen und dem Literaten Ignaz Gentges leitete er die Mainzer Theaterausstellung des Bühnenvolksbundes (BVB). Er wurde künstlerischer Beirat der Preußischen Landesbühne und der Deutschen Grammophon, arbeitete für die UFA Berlin (Bühnenbilder, Figurinen, Ausstellungen); 1927 war er künstlerischer Mitarbeiter der Deutschen Theaterausstellung in Magdeburg.
1927 reiste er zu Studienzwecken nach Italien, 1928 mit dem Maler Kurt Weinhold nach Paris.
Im Frühjahr 1930 heiratete er Anna Müller. Das Paar bekam fünf Kinder. Die politischen Verhältnisse erschwerten seine künstlerische Laufbahn. Heiner verließ Deutschland, studierte in Paris an der Académie de la Grande Chaumière und lebte später in Les Saintes-Maries-de-la-Mer, wo er sich vor allem der Malerei widmete. Familiäre Probleme führten ihn nach Deutschland zurück. Ihm wurden öffentlichen Aufträge und Ausstellungsmöglichkeiten verwehrt, da er die Mitgliedschaft in der Reichskunstkammer und NSDAP ablehnte. Er stürzte in eine tiefe Krise, wie viele Künstler seiner Generation (die "verschollene Generation"), die in der NS-Zeit die besten Jahre ihres Schaffens verloren haben. 1934 gründete er in seiner Heimatstadt Bielefeld mit dem Essener Studienkollegen Herbert Viseneber das Grafik-Studio Zweimann. Die folgenden 12 Jahre waren für Heiner existenz- und lebensbedrohlich. Trotzdem unternahm er 1935 und 1936 Studienreisen nach Italien und Jugoslawien.
Von 1942 bis 1945 war Wilhelm Heiner Soldat in der Dolmetscher-Kompanie Münster/Westf. 1944 wurde sein Bielefelder Atelier durch einen Bombenangriff zerstört und damit ein Großteil seines Frühwerks. Er geriet nicht in Kriegsgefangenschaft und konnte schon ab 1945 wieder als freischaffender Künstler arbeiten und ausstellen. Die erste Einzelausstellung fand im Januar 1946 im Bielefelder Kunstsalon Otto Fischer im Blauen Haus statt, kuratiert von Paul Herzogenrath, der Vater von Wulf Herzogenrath. Sein Engagement galt darüber hinaus dem kulturellen und politischen Wiederaufbau der Stadt Bielefeld. Der britische Stadtkommandant Mc Olive berief ihn in den Kulturausschuss, er wurde Vorsitzender der Vereinigung Bielefelder Künstler, Mitbegründer des Vereins der Theater- und Konzertfreunde. Sein Haus war lebendiger Treffpunkt vieler Musiker, Maler, Theaterleute und Schriftsteller, wie die Maler Erwin Wendt, Kurt Weinhold, Otto Pankok, Hubert Berke, die Musiker Hans Werner Henze, Ludwig Hoelscher, Tiny Wirtz, Sandor Konya und der Schriftsteller Stefan Andres. 1950 erhielt er einen Lehrauftrag für freie Malerei und Zeichnen an der Werkkunstschule Bielefeld, den er bis zu seinem Tod ausübte.
Neben der Malerei, in der seine Liebe zu den französischen Impressionisten deutlich wird, entstanden zahlreiche Zeichnungen zum Thema Musik, Tanz und Zirkus, Bühnenbilder, Glasfenster, Mosaike und Skulpturen. Herausragend ist das Konvolut mit Zeichnungen von namhaften Interpreten der klassischen Musik, die überwiegend zwischen 1945 und 1960 während der Konzerte in der Rudolf-Oetker-Halle entstanden.
Auf Studienreisen durch Frankreich (1950 und 1953), rund ums Mittelmeer (1957) und nach Spanien (1960) hielt er seine Impressionen in Ölbildern und Aquarellen fest.
Wilhelm Heiner starb am 26. April 1965 in Bielefeld.

## Auszeichnungen
- 1957 Kulturpreis der Stadt Bielefeld.

## Werke
- 1926 Überlebensgroße Plastik zur BVB-Ausstellung in Mainz "Aufruf der Jugend", die einen deklamierenden Schauspieler darstellt (verschollen)
- 1928 Monumentalkreuz mit Corpus (Granit) auf dem Südfriedhof in Hamm/Westf.
- 1928 Ludgerus-Brunnen für die kath. Kirchengemeinde St. Ludgerus in Gelsenkirchen-Buer auf dem Schulhof der ehemaligen Ludgerischule.
- 1945 bis 1960 ca. 300 Musiker-Porträts und Zeichnungen, u. a. von Sergiu Celibidache, Bernhard Conz, Edwin Fischer, Wilhelm Furtwängler, Monique Haas, Conrad Hansen, Hans Werner Henze, Paul Hindemith, Ludwig Hoelscher, Eugen und Georg Ludwig Jochum, Joseph Keilberth, Wilhelm Kempff, Hans Knappertsbusch, Yehudi Menuhin, Elly Ney, David Oistrach, Margot Pinter, Kurt Redel, Hans Richter-Haaser, Hermann Scherchen, Wilhelm Stross, Tibor Varga, Günter Wand, Hans Herbert Winkel, Tiny Wirtz
- 1947 bis 1960 Bühnenbilder und -ausstattungen am Stadttheater Bielefeld für Ballett und Oper

1950 bis 1965 Glasfenster, Mosaiken, Plastiken u. a. für die Kirchen:
- St. Jodokus und St. Pius, Bielefeld,
- St. Josef, Oelde,
- Christus König, Kerpen/Horrem,
- St. Pantaleon, Jüchen/Hochneukirch,
- 1960 Neugestaltung des Leineweber-Brunnens in Bielefeld
- 1962 St. Michael-Brunnen auf dem Domplatz in Münster/Westf.